# Candelaria Testa Romero
Candelaria Testa Romero (Madrid, 1982) es una abogada, economista y política española que desempeña el cargo de alcaldesa de Alcorcón desde el 17 de junio de 2023 por el Partido Socialista Obrero Español (PSOE). Es la segunda mujer que ostenta el cargo de alcaldesa en el municipio de Alcorcón, donde también fue concejala delegada de Hacienda (2019-2023), concejala de Infancia, Adolescencia y Juventud (2007-2011), y concejala en la oposición (2011-2015).

## Biografía
Es Licenciada en Economía y Derecho por la Universidad Carlos III de Madrid (2006) con Máster en Necesidades, Derechos y Cooperación al Desarrollo en Infancia del Instituto Universitario de Necesidades y Derechos de la Infancia por la Universidad Autónoma de Madrid en el año 2012.
Abogada perteneciente al Ilustre Colegio de Abogados de Madrid, ICAM, año 2010. Despacho propio en 2015. Acceso al turno de oficio en la rama civil en 2018.
Especialización en contencioso-administrativo.
Coordinadora de Urbanismo y Medio Ambiente del Ayuntamiento de Coslada marzo 2018- junio 2019.